# Sebastian Giovinco
Sebastian Giovinco (ur. 26 stycznia 1987 w Turynie) – włoski piłkarz występujący na pozycji cofniętego napastnika we włoskim klubie Sampdoria oraz w reprezentacji Włoch w piłce nożnej.

## Kariera klubowa
Giovinco od roku 2001 grał nieprzerwanie w młodzieżowym zespole Juventusu. Swój debiut w drużynie seniorów zaliczył 12 maja 2007 roku w meczu 38 kolejki Serie B przeciwko Bolonii, kiedy to zmienił kontuzjowanego Raffaele Palladino. W spotkaniu tym zaliczył asystę przy golu Davida Trézéguet, który ostatecznie ustalił wynik na 3:1 dla "Starej Damy". Swoją pierwszą bramkę w Serie A zdobył 30 września 2007 roku w meczu Empoli FC z US Palermo.
W Lidze Mistrzów zadebiutował 30 września 2008 wychodząc w pierwszej jedenastce na mecz przeciwko BATE Borysów. Mecz zakończył się rezultatem 2-2, a Giovinco asystował przy obu bramkach zdobytych przez Vincenzo Iaquintę.
Pierwszą bramkę w barwach Juventusu Giovinco strzelił 7 grudnia 2008 roku w meczu przeciwko drużynie Lecce, zakończonym wynikiem 2-1 dla Juventusu. Sebastian był autorem pierwszej bramki spotkania, strzelając ją bezpośrednio z rzutu wolnego. W kolejnym sezonie był nękany przez kontuzję i rozegrał 15 spotkań w lidze, strzelając jedną bramkę przeciwko SSC Napoli. 5 sierpnia 2010 Giovinco wypożyczono do Parmy.
Jego młodszy brat – Giuseppe – gra dla młodzieżowej drużyny Juventusu – Primavery.
| Sezon     | Klub          | Rozgrywki | Mecze | Bramki | Asysty | Rozgrywki     | Mecze | Bramki | Asysty |
| --------- | ------------- | --------- | ----- | ------ | ------ | ------------- | ----- | ------ | ------ |
| 2006/2007 | Juventus F.C. | Serie B   | 3     | 0      | 1      | –             | –     | –      | –      |
| 2007/2008 | Empoli FC     | Serie A   | 35    | 6      | 4      | –             | –     | –      | –      |
| 2008/2009 | Juventus F.C. | Serie A   | 22    | 2      | 5      | Liga Mistrzów | 4     | 0      | 2      |
| 2009/2010 | Juventus F.C. | Serie A   | 15    | 1      | 1      | Liga Mistrzów | 4     | 0      | 0      |
| 2010/2011 | Parma         | Serie A   | 30    | 7      | –      | –             | –     | –      | –      |

## Kariera reprezentacyjna
Giovinco ma za sobą występy w młodzieżowych reprezentacjach Włoch. 1 czerwca 2007 zadebiutował w reprezentacji U-21 w spotkaniu przeciwko Albanii w ramach kwalifikacji do Mistrzostw Europy 2009. W ostatnim pojedynku tego turnieju z Azerbejdżanem (5:0) zaliczył 4 asysty. W 2008 roku podczas "Turnieju Młodych Talentów" w Tulonie wraz z młodzieżową reprezentacją Włoch zdobył złoty medal oraz został wybrany najlepszym piłkarzem turnieju.
9 lutego 2011 roku Giovinco zadebiutował w dorosłej reprezentacji, w zremisowanym 1:1 towarzyskim meczu z Niemcami. Wraz ze "Squadra Azurra" na Mistrzostwach Europy w 2012 r. zajął drugie miejsce.